# La Rocade (Avignon)
Pour les articles homonymes, voir Rocade.
 (janvier 2012).
Si vous disposez d'ouvrages ou d'articles de référence ou si vous connaissez des sites web de qualité traitant du thème abordé ici, merci de compléter l'article en donnant les références utiles à sa vérifiabilité et en les liant à la section « Notes et références ».
Le micro-quartier La Rocade est situé dans le quartier Sud Rocade à Avignon dans le département du Vaucluse en région Provence-Alpes-Côte d'Azur.
Il est, depuis 2016, au cœur d'un vaste programme de rénovation urbaine (Nouveau Programme National de Renouvellement Urbain).

## Géographie

### Voies de communication
La Rocade est située au sud de la rocade Charles de Gaulle, d'où elle tient son nom.

## Transports en commun
Le micro-quartier est desservi par la société des Transports en Commun de la Région d'Avignon.

### Bus Urbains
| Lignes de bus desservant le micro-quartier | Lignes de bus desservant le micro-quartier | Lignes de bus desservant le micro-quartier | Lignes de bus desservant le micro-quartier | Lignes de bus desservant le micro-quartier                                       |
| Ligne                                      | Parcours                                   | Fréquence                                  | Communes desservies                        | Arrêts à La Rocade                                                               |
| ------------------------------------------ | ------------------------------------------ | ------------------------------------------ | ------------------------------------------ | -------------------------------------------------------------------------------- |
| 1A                                         | Les Lierres <> Sécurité Sociale            | 8 minutes                                  | Avignon                                    | Mérimée / Cabrière / Olivades / Aquilon / Sécurité Sociale                       |
| 10                                         | Saint-Gabriel <> Avignon TGV               | 20 minutes                                 | Avignon                                    | François 1er / Apollinaire / Jean XXIII                                          |
| 14                                         | Le Pontet Le Lac <> Avignon TGV            | 25 minutes                                 | Avignon, Le Pontet                         | Mérimée / Cabrière / Olivades / Aquilon / Sécurité Sociale / Cardinal / Parrocel |

## Toponymie
La Rocade tient son nom de la rocade Charles de Gaulle, au sud de laquelle elle est située.

## Historique
La Rocade a été bâtie dans les années 1970.

## Administrations

### Services publics

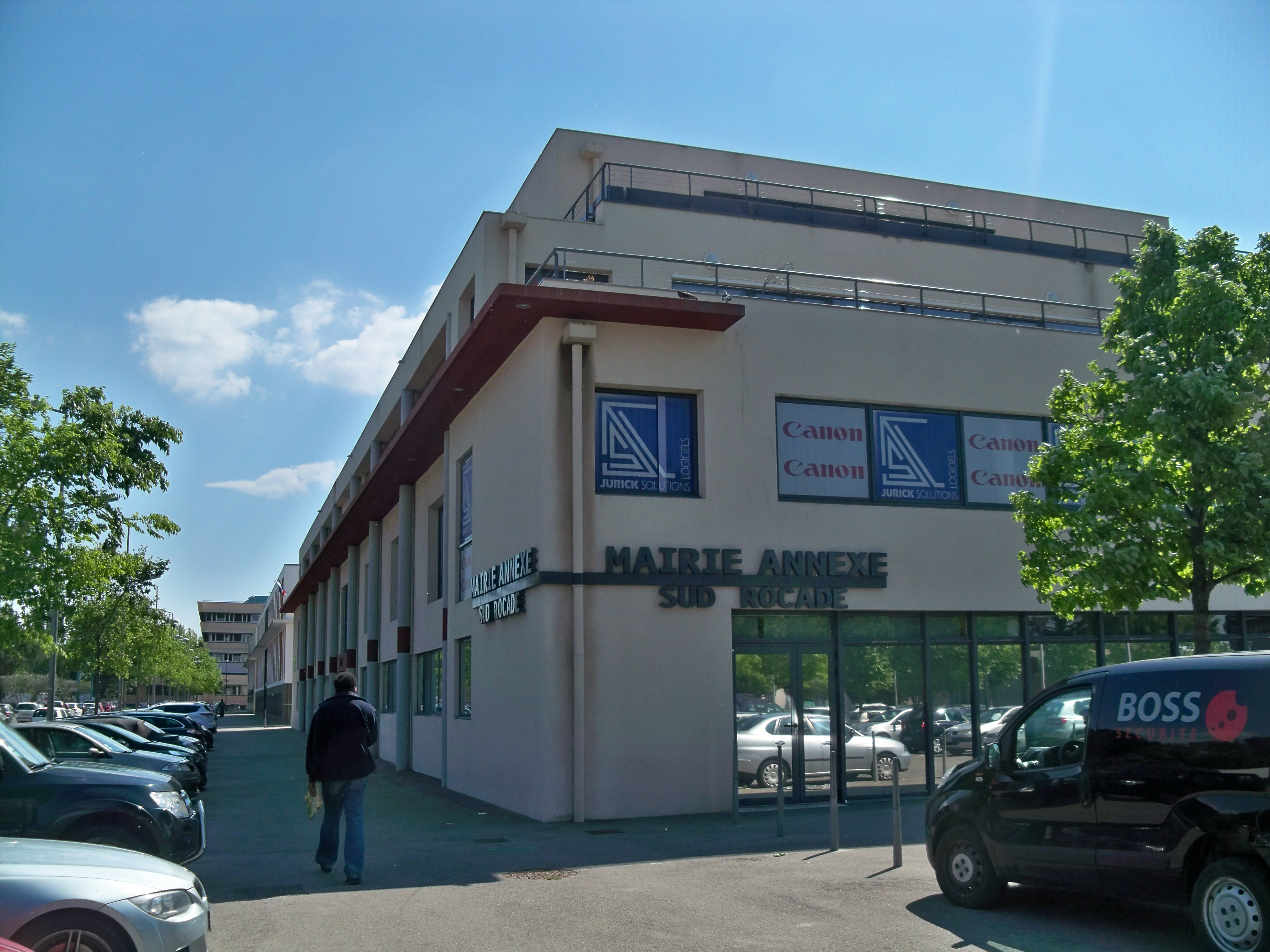
Mairie Annexe du quartier Sud Rocade.

Les habitants du micro-quartier La Rocade, peuvent se rendre à la mairie annexe du quartier Sud Rocade située au no 01 place Alexandre Farnese.